# Université des arts de Belgrade
Pour les articles homonymes, voir Université des arts.
L'université des arts de Belgrade (en serbe cyrillique : Универзитет уметности у Београду ; en serbe latin : Univerzitet umetnosti u Beogradu) est une université publique située à Belgrade, la capitale de la Serbie. Elle a été fondée en 1957 sous le nom d'« Académie des arts » pour réunir quatre académies préexistantes ; elle est devenue une université et a reçu son nom actuel en 1973. En 2013, le recteur de l'université est le professeur Ljiljana Mrkić Popović.

## Facultés
L'université est constituée de quatre facultés :
- la faculté de musique (FMU)[4], dont l'origine remonte à 1937[2] ;
- la faculté des beaux-arts (FLU)[5], dont l'origine remonte à 1937[2] ;
- la faculté des arts appliqués (FPU)[6], établie en 1948[2] ;
- la faculté des arts dramatiques (FDU)[7], établie en 1948[2].

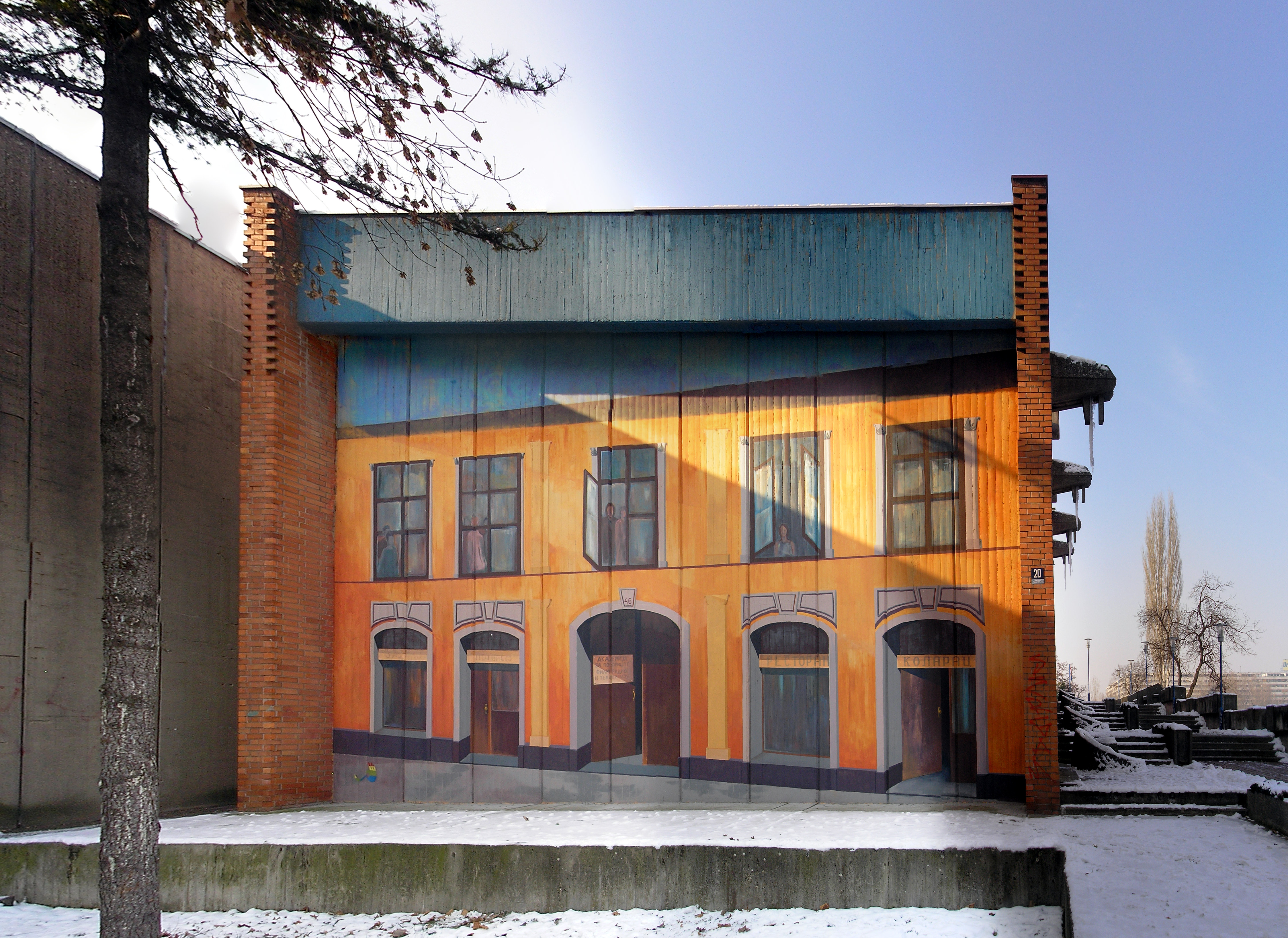
La faculté des arts dramatiques de Belgrade, détail

## Recteurs
Les personnalités suivantes ont été recteur de l'académie des arts ou de l'université des arts :
- Sreten Stojanović (1957-1958), sculpteur, professeur à l'Académie des beaux-arts ;
- Mihailo Vukdragović (1958-1959), compositeur, professeur à l'Académie de musique ;
- Đorđe Andrejević Kun (1959-1963), peintre, professeur à l'Académie des arts appliqués ;
- Vjekoslav Afrić (1963-1965), réalisateur, professeur à l'Académie du théâtre, du film, de la radio et de la télévision ;
- Bruno Brun (1965-1971), clarinettiste, professeur à l'Académie de musique ;
- Jovan Kratohvil (1971-1973), sculpteur, professeur à la faculté des beaux-arts ;
- Dragoslav Stojanović Sip (1973-1976), peintre, professeur à la faculté des arts appliquée ;
- Ratko Đurović (1976-1977), scénariste, professeur à la faculté des arts dramatiques ;
- Radoš Novaković (1977-1979), réalisateur, professeur à la faculté des arts dramatiques ;
- Aleksandar Obradović (1979-1983), compositeur, professeur à la faculté de musique ;
- Vojin Stojić (1983-1985), sculpteur, professeur à la faculté des beaux-arts ;
- Nandor Glid (1985-1989), sculpteur, professeur à la faculté des arts appliqués ;
- Darinka Matić-Marović (1989-1998), chef d'orchestre, professeur à la faculté de musique ;
- Radmila Bakočević (1998-2000), chanteuse d'opéra, professeur à la faculté de musique ;
- Milena Dragićević-Šešić (2000-2004), professeur à la faculté des arts dramatiques ;
- Čedomir Vasić (2004 - 2009), professeur à la faculté des beaux-arts[8];
- Ljiljana Mrkić Popović (depuis 2009).

## Personnalités
- Lilya Pavlovic-Dear (1947-), peintre, graveuse et photographe américaine d'origine serbe, y fut étudiante.